# Äquipotentialtheorie
Die Äquipotentialtheorie ist eine historische Auffassung der Neurobiologie, die davon ausgeht, dass im Gehirn sämtliche Teile gleichberechtigt an den Aufgaben des Gehirns beteiligt sind. Sie geht auf Marie Jean Pierre Flourens (1823) zurück. 
Im zwanzigsten Jahrhundert führte Karl Lashley Experimente mit Ratten durch, die sich in einem Irrgarten orientieren mussten, um Futter zu finden. Nachdem sie gelernt hatten, sich in dem Irrgarten zurechtzufinden und das Futter schnell zu finden, wurden ihnen in verschiedenen Teilen und in unterschiedlichem Ausmaß Läsionen im Gehirn zugefügt. Im Anschluss der Heilung wurden sie erneut in den Irrgarten gesetzt und untersucht, wie gut sie sich an den Ort des Futters erinnern konnten. Lashley fand heraus, dass die Ratten bei Läsionen in spezifischen Teilen des Gehirns keine Probleme hatten sich zurechtzufinden. Wurden hingegen größere Teile des Gehirns zerstört, hatten sie größere Probleme sich zu orientieren. Er folgerte daraus, dass die intakte Hirnmasse und nicht einzelne Teile entscheidend für die Funktionalität sei (Theorie der Massewirkung).
Die Theorie kann heute als widerlegt betrachtet werden. Die Experimente Lashleys wurden kritisiert, da die Orientierung in einem Irrgarten eine zu komplexe Aufgabe darstellt, um eine bestimmte Funktion (in diesem Fall Gedächtnis) zu lokalisieren. Ebenso waren die Eingriffe zu ungenau, um spezifische Teile des Gehirns zu entfernen.